# Municipio de Johnson (Ohio)
El municipio de Johnson (en inglés: Johnson Township) es un municipio ubicado en el condado de Champaign en el estado estadounidense de Ohio. En el año 2010 tenía una población de 3506 habitantes y una densidad poblacional de 44,21 personas por km².

## Geografía
El municipio de Johnson se encuentra ubicado en las coordenadas 40°9′42″N 83°57′41″O / 40.16167, -83.96139. Según la Oficina del Censo de los Estados Unidos, el municipio tiene una superficie total de 79.3 km², de la cual 77.77 km² corresponden a tierra firme y (1.93%) 1.53 km² es agua.

## Demografía
Según el censo de 2010, había 3506 personas residiendo en el municipio de Johnson. La densidad de población era de 44,21 hab./km². De los 3506 habitantes, el municipio de Johnson estaba compuesto por el 97.49% blancos, el 0.23% eran afroamericanos, el 0.26% eran amerindios, el 0.29% eran asiáticos, el 0.17% eran isleños del Pacífico, el 0.2% eran de otras razas y el 1.37% pertenecían a dos o más razas. Del total de la población el 0.46% eran hispanos o latinos de cualquier raza.